# Amphisphaerellula fagi
Amphisphaerellula fagi är en svampart som beskrevs av Gucevic 1952. Amphisphaerellula fagi ingår i släktet Amphisphaerellula, divisionen sporsäcksvampar och riket svampar.   Inga underarter finns listade i Catalogue of Life.